# کوه کامنا گورا
کوه کامنا گورا (به صربی: Kamena Gora) یک کوه در صربستان است که در Serbia / Montenegro واقع شده‌است. کوه کامنا گورا ۱٬۴۹۶ متر بالاتر از سطح دریا واقع شده‌است.